# Bekir İrtegün
Bekir İrtegün (20 kwietnia 1984 w Elazığu) – piłkarz turecki grający na pozycji środkowego lub prawego obrońcy. Od 2015 roku jest zawodnikiem klubu İstanbul Başakşehir.

## Kariera klubowa
Swoją karierę piłkarską Bekir İrtegün rozpoczął w klubie Gaziantepspor. W sezonie 2001/2002 grał w Gaziantep BB, a następnie w 2002 roku wrócił do Gaziantepsporu. 22 marca 2002 zadebiutował w tureckiej lidze w przegranym 1:4 wyjazdowym meczu z Fenerbahçe SK. W sezonie 2002/2003 ponownie grał w Gaziantep BB, a od 2003 do końca sezonu 2008/2009 występował w Gaziantepsporze.
W 2009 roku Bekir İrtegün przeszedł do Fenerbahçe. W klubie ze Stambułu swój debiut zanotował 30 sierpnia 2009 w wygranym 2:1 domowym meczu z Vestelem Manisaspor. W 2009 roku zdobył z Fenerbahçe Superpuchar Turcji. W sezonie 2010/2011 wywalczył mistrzostwo Turcji, a w sezonie 2011/2012 sięgnął po Puchar Turcji. W sezonie 2012/2013 ponownie go zdobył, a w sezonie 2013/2014 został mistrzem kraju.
W 2015 Bekir İrtegün przeszedł do İstanbul Başakşehir.
| Sezon   | Klub                | Kraj   | Rozgrywki | Mecze | Bramki |
| ------- | ------------------- | ------ | --------- | ----- | ------ |
| 2001/02 | Gaziantep BB        | Turcja | 1. Lig    | 5     | 0      |
| 2001/02 | Gaziantepspor       | Turcja | Süper Lig | 1     | 0      |
| 2002/03 | Gaziantep BB        | Turcja | 1. Lig    | 28    | 1      |
| 2003/04 | Gaziantepspor       | Turcja | Süper Lig | 6     | 0      |
| 2004/05 | Gaziantepspor       | Turcja | Süper Lig | 13    | 0      |
| 2005/06 | Gaziantepspor       | Turcja | Süper Lig | 31    | 0      |
| 2006/07 | Gaziantepspor       | Turcja | Süper Lig | 27    | 1      |
| 2007/08 | Gaziantepspor       | Turcja | Süper Lig | 15    | 0      |
| 2008/09 | Gaziantepspor       | Turcja | Süper Lig | 32    | 0      |
| 2009/10 | Fenerbahçe SK       | Turcja | Süper Lig | 7     | 1      |
| 2010/11 | Fenerbahçe SK       | Turcja | Süper Lig | 14    | 1      |
| 2011/12 | Fenerbahçe SK       | Turcja | Süper Lig | 23    | 0      |
| 2012/13 | Fenerbahçe SK       | Turcja | Süper Lig | 26    | 1      |
| 2013/14 | Fenerbahçe SK       | Turcja | Süper Lig | 19    | 1      |
| 2014/15 | Fenerbahçe SK       | Turcja | Süper Lig | 20    | 1      |
| 2015/16 | İstanbul Başakşehir | Turcja | Süper Lig |       |        |

## Kariera reprezentacyjna
Bekir İrtegün występował w młodzieżowych reprezentacjach Turcji: U-19 i U-21. 26 maja 2012 zadebiutował w dorosłej reprezentacji w przegranym 2:3 towarzyskim meczu z Finlandią, rozegranym w Salzburgu.